# مودرا ستنا
مودرا ستنا (به صربی: Modra Stena) یک منطقهٔ مسکونی در صربستان است که در Opština Babušnica واقع شده‌است. مودرا ستنا ۲۵۷ نفر جمعیت دارد.